# George Critchett

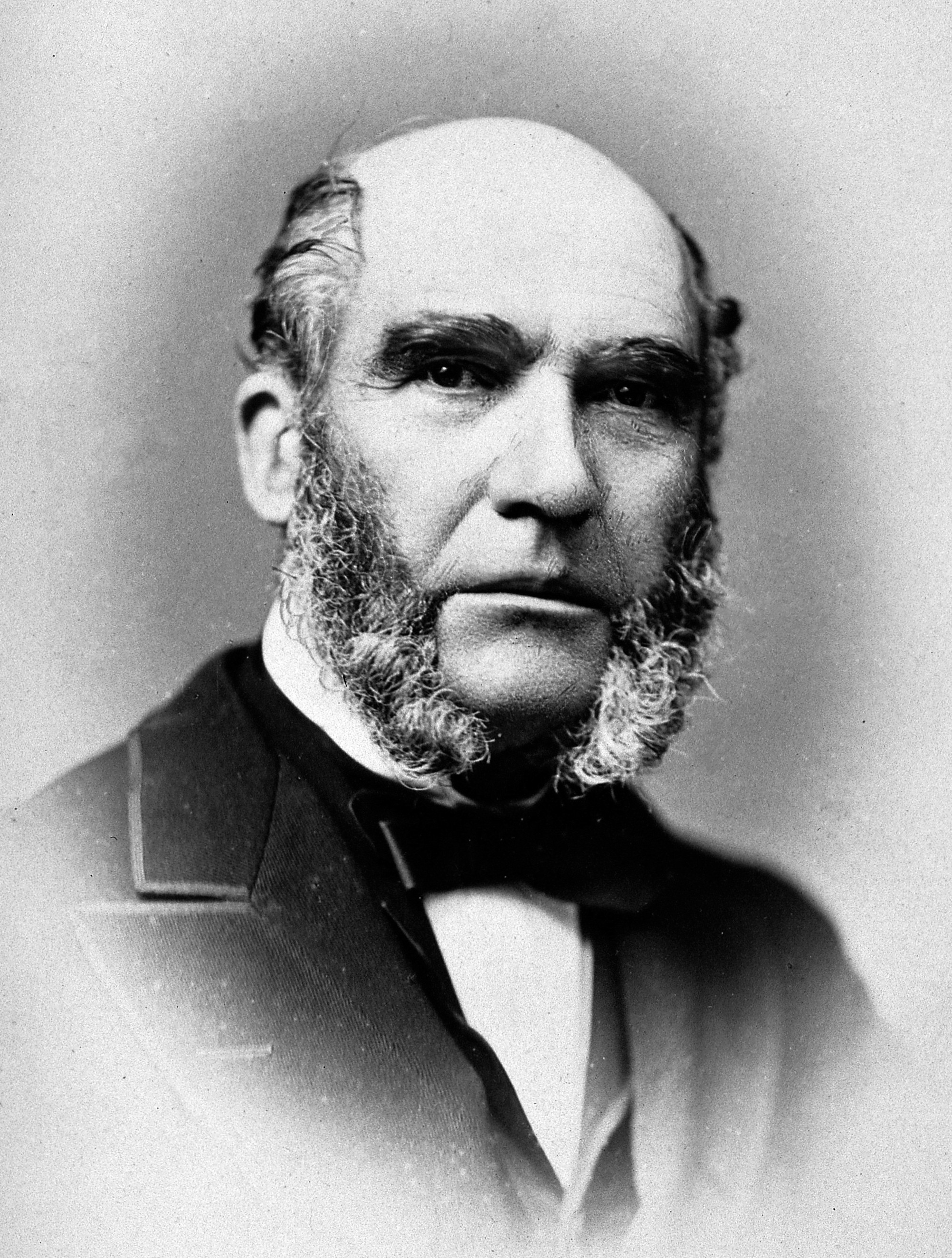
George Critchett, 1881

George Critchett, född 1817 i Highgate, död 1 november 1882, var en brittisk oftalmolog.
Critchett studerade i London, främst vid London Hospital. År 1846 blev han assistant surgeon vid London Ophthalmic Hospital i Moorfields, där han sedermera blev consulting surgeon. Han var berömd som operatör, och är främst känd för att ha infört operationsmetoden iridodesis (1858), vilken syftar till att flytta pupillen, från ett ogenomsynligt till ett klart parti av hornhinnan.